# 남상우
남상우(1945년 4월 6일 ~ )는 대한민국의 정치인이다. 제26대 충청북도 청주시장을 역임하였다.

## 학력
- 한벌초등학교
- 청주중학교
- 청주고등학교
- 청주대학교 법학과
- 서울대학교 행정대학원 석사
- 중앙대학교 행정대학원

## 경력
- 1991  대전광역시 유성구 구청장
- 1995  서울특별시 용산구 부구청장
- 1998  서울특별시 공보관
- 1999  서울특별시공무원교육원 원장
- 2001  충청북도 정무부지사
- 2004  한나라당 중앙당 제1정책조정위원회 부위원장
- 2006  제26대 충청북도 청주시 시장
- 2008  전국시장군수구청장협의회 회장

## 역대 선거 결과
|  | 35.19% |

|  | 59.44% |

|  | 36.76% |